# Баштино (Кирджалійська область)
Ба́штино (болг. Бащино) — село в Кирджалійській області Болгарії. Входить до складу общини Кирджалі.

## Населення
За даними перепису населення 2011 року у селі проживали 238 осіб, з них 234 особи (99,2%) — турки.
Розподіл населення за віком у 2011 році:
Динаміка населення: